# Danh sách diễn viên được đề cử nhiều giải Oscar trong cùng một năm

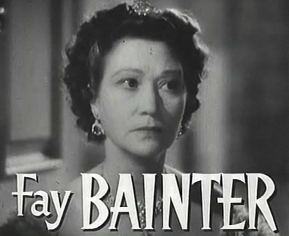
Fay Bainter (hình trong bộ phim Jezebel năm 1938) là người đầu tiên được đề cử hai giải Oscar trong cùng một năm. Cô giành chiến thắng hạng mục Nữ diễn viên phụ xuất sắc nhất cho phim Jezebel, và nhận được đề cử Nữ diễn viên chính xuất sắc nhất cho phim White Banners.

Nhiều diễn viên đã được đề cử hai giải Oscar ở các hạng mục diễn xuất chỉ trong một năm. Trường hợp đầu tiên xuất hiện vào năm 1938 và diễn ra gần nhất vào năm 2019.
Viện Hàn lâm Khoa học và Nghệ thuật Điện ảnh đã ban hành hai luật về việc nhận nhiều đề cử. Đầu tiên, một diễn viên không thể nhận nhiều đề cử cho những màn diễn xuất khác nhau ở cùng một hạng mục (một đề cử phải dành cho vai chính, tức ở hạng mục Nam diễn viên chính/Nữ diễn viên chính xuất sắc nhất, và đề cử kia phải dành cho vai phụ, tức ở hạng mục Nam diễn viên phụ/Nữ diễn viên phụ xuất sắc nhất). Thứ hai, họ không thể nhận nhiều đề cử cho cùng một màn diễn xuất.
Luật đầu tiên được áp dụng sau lễ trao giải Oscar lần thứ 3 vào năm 1930, khi mà George Arliss, Maurice Chevalier và Ronald Colman nhận hai đề cử cho các vai diễn khác nhau và họ đều tranh giải Nam diễn viên chính xuất sắc nhất. Trong khi đó, Norma Shearer và Greta Garbo cũng đều nhận hai đề cử ở hạng mục Nữ diễn viên chính xuất sắc nhất. Arliss và Shearer lần lượt thắng giải cho các phim Disraeli và The Divorcee. Năm 1944, luật thứ hai được ban hành sau khi Barry Fitzgerald nhận một đề cử Nam diễn viên chính xuất sắc nhất và một đề cử Nam diễn viên phụ xuất sắc nhất nhờ diễn xuất trong phim Going My Way.
Tính đến  năm 2022, 12 diễn viên đã được đề cử hai giải Oscar trong cùng một năm. Người đầu tiên làm được là Fay Bainter, cô nhận được hai đề cử cho diễn xuất trong các phim White Banners và Jezebel tại giải Oscar lần thứ 11. Trường hợp gần nhất diễn ra tại giải Oscar lần thứ 92 khi Scarlett Johansson nhận những đề cử đầu tiên cho các phim Câu chuyện hôn nhân và Jojo Rabbit. Bảy người trong số các diễn viên này đã giành giải Oscar ở một trong hai hạng mục họ được đề cử, nhưng chưa có ai thắng cả hai giải trong cùng một năm. Năm diễn viên không thắng Oscar ở bất kì hạng mục nào gồm: Sigourney Weaver (được đề cử cho phim Gorillas in the Mist và Working Girl), Emma Thompson (được đề cử cho phim The Remains of the Day và In the Name of the Father), Julianne Moore (được đề cử cho phim Far from Heaven và The Hours), Cate Blanchett (được đề cử cho phim Elizabeth: The Golden Age và I'm Not There) và Johansson. Thompson nhận được các đề cử vào năm 1993, khi mà Holly Hunter cũng nhận được hai đề cử (cho phim The Piano và The Firm).

## Các diễn viên được đề cử
| Năm (Lễ trao giải) | Nam/Nữ diễn viên   | Hạng mục                          | Tựa phim được ghi trong đề cử | Kết quả   |
| ------------------ | ------------------ | --------------------------------- | ----------------------------- | --------- |
| 1938 (thứ 11)      | Fay Bainter        | Nữ diễn viên chính xuất sắc nhất  | White Banners                 | Đề cử     |
| 1938 (thứ 11)      | Fay Bainter        | Nữ diễn viên phụ xuất sắc nhất    | Jezebel                       | Đoạt giải |
| 1942 (thứ 15)      | Teresa Wright      | Nữ diễn viên chính xuất sắc nhất  | The Pride of the Yankees      | Đề cử     |
| 1942 (thứ 15)      | Teresa Wright      | Nữ diễn viên phụ xuất sắc nhất    | Mrs. Miniver                  | Đoạt giải |
| 1944 (thứ 17)      | Barry Fitzgerald   | Nam diễn viên chính xuất sắc nhất | Going My Way                  | Đề cử     |
| 1944 (thứ 17)      | Barry Fitzgerald   | Nam diễn viên phụ xuất sắc nhất   | Going My Way                  | Đoạt giải |
| 1982 (thứ 55)      | Jessica Lange      | Nữ diễn viên chính xuất sắc nhất  | Frances                       | Đề cử     |
| 1982 (thứ 55)      | Jessica Lange      | Nữ diễn viên phụ xuất sắc nhất    | Tootsie                       | Đoạt giải |
| 1988 (thứ 61)      | Sigourney Weaver   | Nữ diễn viên chính xuất sắc nhất  | Gorillas in the Mist          | Đề cử     |
| 1988 (thứ 61)      | Sigourney Weaver   | Nữ diễn viên phụ xuất sắc nhất    | Working Girl                  | Đề cử     |
| 1992 (thứ 65)      | Al Pacino          | Nam diễn viên chính xuất sắc nhất | Scent of a Woman              | Đoạt giải |
| 1992 (thứ 65)      | Al Pacino          | Nam diễn viên phụ xuất sắc nhất   | Glengarry Glen Ross           | Đề cử     |
| 1993 (thứ 66)      | Holly Hunter       | Nữ diễn viên chính xuất sắc nhất  | The Piano                     | Đoạt giải |
| 1993 (thứ 66)      | Holly Hunter       | Nữ diễn viên phụ xuất sắc nhất    | The Firm                      | Đề cử     |
| 1993 (thứ 66)      | Emma Thompson      | Nữ diễn viên chính xuất sắc nhất  | The Remains of the Day        | Đề cử     |
| 1993 (thứ 66)      | Emma Thompson      | Nữ diễn viên phụ xuất sắc nhất    | In the Name of the Father     | Đề cử     |
| 2002 (thứ 75)      | Julianne Moore     | Nữ diễn viên chính xuất sắc nhất  | Far from Heaven               | Đề cử     |
| 2002 (thứ 75)      | Julianne Moore     | Nữ diễn viên phụ xuất sắc nhất    | The Hours                     | Đề cử     |
| 2004 (thứ 77)      | Jamie Foxx         | Nam diễn viên chính xuất sắc nhất | Ray                           | Đoạt giải |
| 2004 (thứ 77)      | Jamie Foxx         | Nam diễn viên phụ xuất sắc nhất   | Collateral                    | Đề cử     |
| 2007 (thứ 80)      | Cate Blanchett     | Nữ diễn viên chính xuất sắc nhất  | Elizabeth: The Golden Age     | Đề cử     |
| 2007 (thứ 80)      | Cate Blanchett     | Nữ diễn viên phụ xuất sắc nhất    | I'm Not There                 | Đề cử     |
| 2019 (thứ 92)      | Scarlett Johansson | Nữ diễn viên chính xuất sắc nhất  | Câu chuyện hôn nhân           | Đề cử     |
| 2019 (thứ 92)      | Scarlett Johansson | Nữ diễn viên phụ xuất sắc nhất    | Jojo Rabbit                   | Đề cử     |